# マオー・ド・シャティヨン

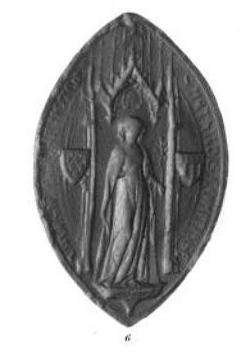
マオーのシール

マオー・ド・シャティヨン（フランス語：Mahaut de Châtillon, 1293年 - 1358年10月3日）は、サン＝ポル伯ギー4世・ド・シャティヨンとブルターニュ公ジャン2世の娘マリーとの間の娘。

## 生涯
1308年、フランス王フィリップ3世と王妃イザベルの三男で、フィリップ4世の弟ヴァロワ伯シャルルと結婚した。シャルル自身はそれまで2度結婚しており、1307年に2度目の妃カトリーヌが死去していた。マオーとシャルルの間には4人の子供が生まれた。娘のうちイザベルはブルボン朝の先祖となり、ブランシュはドイツ王妃となった。
夫シャルルは1325年に死去し、マオーはその33年後の1358年に65歳で死去した。

## 子女
- マリー（1309年 - 1332年） - カラブリア公カルロと結婚
- イザベル（1313年 - 1388年） - ブルボン公ピエール1世と結婚
- ブランシュ（1317年 - 1348年） - 後の神聖ローマ皇帝およびボヘミア王カール4世と結婚
- ルイ（1318年 - 1328年） - シャルトル伯、早世